# 第24次西成暴動
第24次西成暴動（日语：第24次西成暴動，又名第24次釜崎暴動），是發生於2008年6月的暴動事件，由日雇勞動者所發起，地點位在日本大阪府大阪市西成區愛隣地區（釜崎）。
此次事件被認為是日本進入21世紀之後的首起暴動事件。

## 事件開端
2008年6月12日，於大阪府大阪市西成區的商業區，鶴見橋商店街的一間食堂裡，店員和日雇的勞動者發生衝突，最後向大阪府警察的西成警察署報案，並要求該勞動者寫下不得再度登門的道歉書。該名勞動者宣稱，警方於此時對其施予暴行，並恐嚇「如果不寫道歉書，就停掉社會補助」。另一方面，西成警察署則表示「並未使用暴力，警方反應恰當」的說法。

## 事件概要

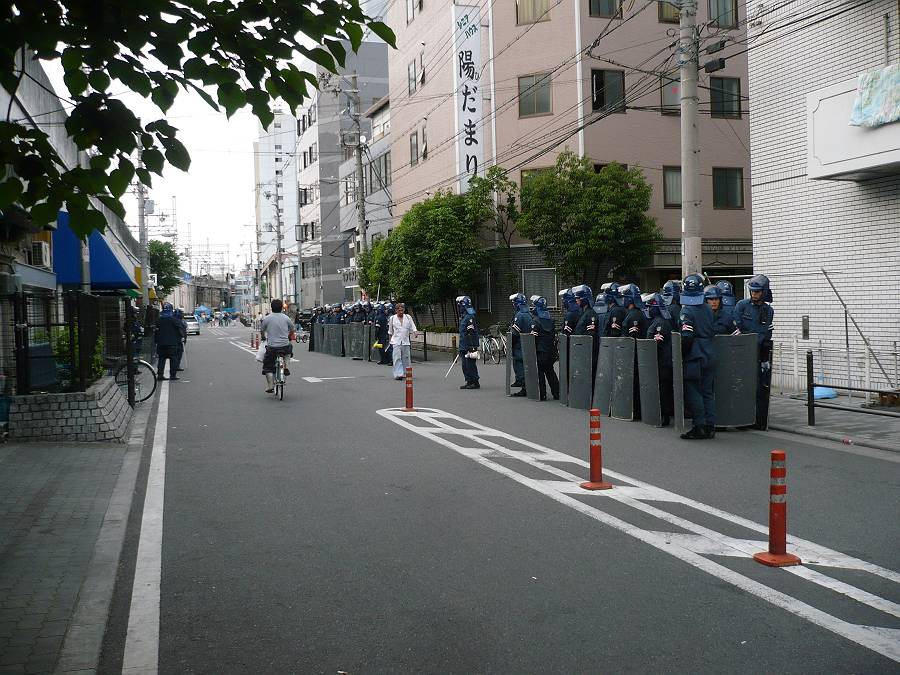
2008年6月14日出動的大阪府警察機動隊

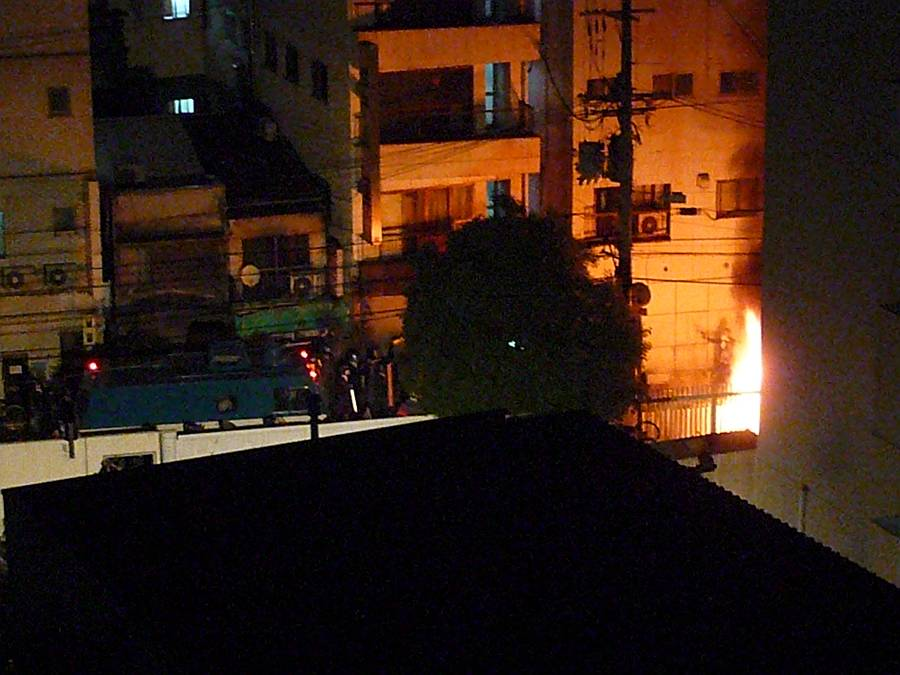
2008年6月16日暴動情形

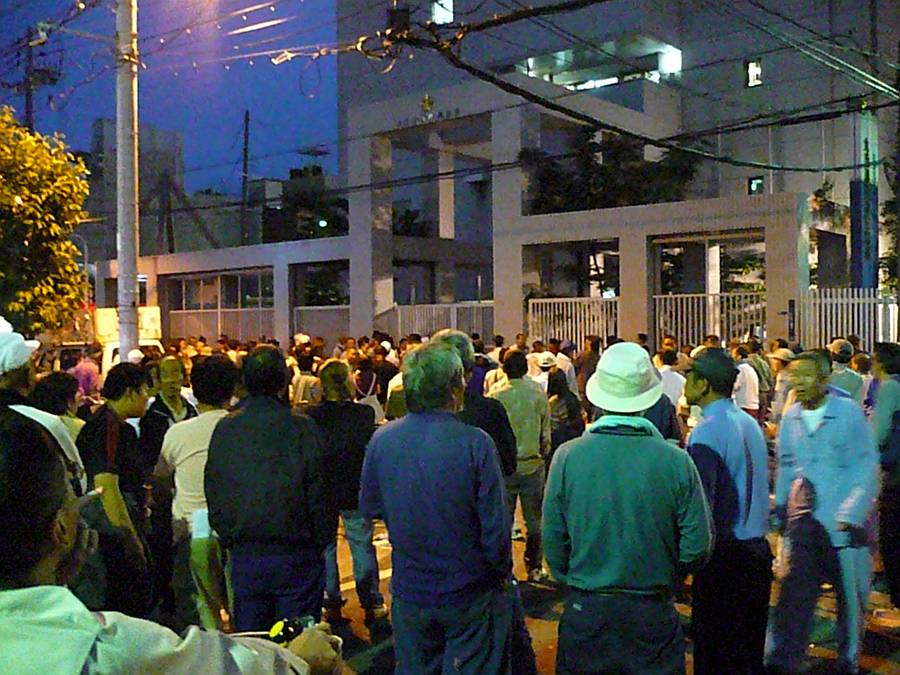
聚集在西成警察署的人們

隔天6月13日，釜崎地域合同勞動組合批評警方的行為，並從約下午5時30分左右，聚集群眾至西成警察署前抗議。晚間8時30分後，似乎出現暴動的傾向，於是機動隊前往西成警察署協助，此時有8人遭到逮補。
6月14日至6月17日間，仍發生斷續的暴動。17日起，相關人士不僅只有日雇的勞動者，部分不良少年也趁著騷亂襲擊西成警察署，一同投擲石塊、玻璃瓶或是射煙火，造成18名員警受傷。
6月18日，釜崎地域合同勞動組合委員長稻垣浩被警方以違反道路交通法逮捕，抗議活動的街宣車也強制停止運行，聚集勞動者的地點則涉嫌妨礙交通因此進行逮捕。在此之後，暴動急遽削減，最終結束。

## 備註
1. ↑  在第24次西成暴動以前，公營競技場、足球場都曾經發生過群眾暴力事件，但上述皆不符合暴動的定義，較類似球迷騷亂的性質。